# Narciso Miranda
José Narciso Rodrigues de Miranda GOIH (Viana do Castelo, Barroselas, 30 de Julho de 1949) é um político português.

## Biografia
Oriundo de uma família humilde, tirou um curso de desenhador de máquinas industriais, trabalhando, simultaneamente, na Efacec. Cumpriu o serviço militar durante quatro anos, dois dos quais em Angola, em plena Guerra do Ultramar.
Após o 25 de Abril de 1974, entrou na política concorrendo às primeiras eleições autárquicas democráticas, como número dois da lista apresentada pelo Partido Socialista para a Câmara Municipal de Matosinhos. Chegou, pela primeira vez, à presidência daquela autarquia em 1977, sendo reeleito sucessivamente, mantendo o cargo durante 29 anos. Foi também presidente da Federação Distrital do PS Porto até 2002, quando foi substituído por Francisco Assis. Narciso Miranda foi secretário de estado da Administração Marítima e Portuária do XIV Governo Constitucional liderado por António Guterres.
A 3 de Agosto de 1983 foi feito Grande-Oficial da Ordem do Infante D. Henrique.
Narciso Miranda candidatou-se, como independente, às eleições autárquicas de 2009 em Matosinhos, sendo derrotado por Guilherme Pinto, com 30,7% dos votos, contra os 42,3% para o candidato vencedor.
Narciso Miranda é membro do Conselho de Administração do Metro do Porto e vereador sem pelouro da Câmara Municipal de Matosinhos.
Candidatou-se à presidência da Câmara de Matosinhos como independente nas eleições autárquicas de 2017, perdendo novamente.

## Investigações judiciais

### Indiciação por corrupção
Em dezembro de 1997, foi noticiado pelo jornal O Independente a existência de uma investigação do Ministério Público a Narciso Miranda, na sequência de denúncias anónimas enviadas ao procurador-geral da República, relatando a aprovação de empreendimentos imobiliários mediante contrapartidas alegadamente prestadas a Narciso Miranda, enquanto presidente da Câmara Municipal, como cedência de andares ou do valor equivalente em dinheiro. Em janeiro de 1998, o jornal O Independente noticiou que a Polícia Judiciária se encontrava a investigar alegadas irregularidades em concursos públicos promovidos pela Câmara Municipal de Matosinhos e a entrega à Câmara Municipal de Matosinhos de faturas em nome de uma empresa de transporte rodoviário, responsável por transportar milhares de pessoas a comícios do Partido Socialista. Em 1999, o processo foi arquivado pelo Ministério Público após a audição de 60 testemunhas e a consulta de vários documentos, não tendo sido apurados fundamentos para a acusação de Narciso Miranda.

### Presidente da Associação de Socorros Mútuos de São Mamede de Infesta
Em outubro de 2011, foi anunciado na imprensa que Narciso Miranda, estava a ser investigado pela Polícia Judiciária por suspeita de ter usado esquemas para se apropriar ilicitamente de milhares de euros da Associação de Socorros Mútuos de São Mamede de Infesta, à qual presidiu até Março de 2011. No final de Fevereiro, o autarca foi confrontado com irregularidades detectadas por membros da sua direcção, que incluíam a realização de despesas sem o conhecimento da restante administração, o uso do cartão da associação para pagar despesas particulares, a entrega de negócios a empresas em que era sócio-gerente ou que eram detidas por familiares directos (omitindo estas ligações aos colegas) e a alteração de actas das reuniões.
Como presidente da Associação de Socorros Mútuos de São Mamede de Infesta foi-lhe dado um telemóvel. Narciso Miranda fez queixa na PSP para ter um aparelho iphone, mas continuava a usar o telemóvel que dizia ter sido roubado.
O ex-Presidente da Câmara Municipal de Matosinhos estava também acusado de peculato, abuso de confiança e participação económica em negócio e respondeu por simulação de crime.
Mesmo tendo sido dado por provado o desvio de dinheiros públicos, entretanto devolvido, o ex-autarca Socialista e a filha não sofreram qualquer sanção, uma vez que a acusação não alegou no processo tratar-se a mutualista uma instituição privada de utilidade pública inscrita na Segurança Social. Não existindo a qualificação de utilidade pública, o estatuto dos arguidos não podia ser equiparado ao de funcionário público, razão pela qual foram indevidamente acusados dos crimes de peculato de participação em negócio.
Quanto ao roubo do telemóvel, além de a queixa ter ocorrido fora de prazo, Narciso defendeu em tribunal que o equipamento foi devolvido logo que se apercebeu de que o aparelho desaparecido era o seu pessoal e não o da mutualista, confusão gerada por serem iguais.
Em 13 de janeiro de 2016, o Tribunal da Relação do Porto anulou o acórdão que absolveu, Narciso Miranda, enquanto líder de uma mutualista, dos crimes de simulação de crime, abuso de confiança, peculato e participação económica em negócio.
O tribunal considera que o acórdão da primeira instância "padece de insuficiência de enumeração factual, o que conduz à sua nulidade".
Assim, os juízes desembargadores determinam que o tribunal de Matosinhos profira "novo acórdão expurgado dos vícios assinalados com reabertura de audiência se absolutamente necessário".

### Condenação por abuso de confiança qualificada e falsificação de documentos
Narciso Miranda foi acusado e condenado por ter usado, em proveito próprio, 37.500 euros de uma subvenção estatal à sua candidatura independente à câmara matosinhense.
O Tribunal de Matosinhos condenou em 3 de dezembro de 2015 Narciso Miranda a uma pena de dois anos e dez meses de prisão, com pena suspensa, por abuso de confiança qualificada e falsificação de documentos.
A suspensão da pena fica condicionada ao pagamento de 35.700 euros.